# ジェームス・ダーガヴィル
ジェームス・ダーガヴィル（James Dargaville、1992年4月25日 - ）は、オーストラリアのラグビーユニオン選手。

## プロフィール
- オーストラリア・サウスポート
- ポジションはウィング(WTB)。
- 身長 187cm、体重 94kg[1]
- U20オーストラリア代表に選ばれたことがある。

## 略歴
メイターマリアカトリック高校、シドニー大学、ブランビーズ、キャンベラ・ヴァイキングス、ノースハーバーを経て、2019年5月、パナソニック ワイルドナイツ(現・埼玉パナソニックワイルドナイツ)に加入。同年9月、パナソニック ワイルドナイツを退団。
また同年12月、サンウルブズの2020シーズンスコッドに選ばれた。
2020年、ヤマハ発動機ジュビロ(現・静岡ブルーレヴズ)に加入。
2022年、静岡ブルーレヴズを退団した。